# یولیا کلوکنر

یولیا کلوکنر (سپتامبر ۲۰۱۵)

 یولیا کلوکنر ( ۱۶ دسامبر ۱۹۷۲ در باد کریزناخ) سیاستمدار آلمانی از حزب اتحادیه دموکرات مسیحی آلمان است (CDU). او از سال ۲۰۱۰ ریاست اتحادیه دموکرات مسیحی آلمان در ایالت راینلاند-فالتس و از سال ۲۰۱۱ ریاست فراکسیون اتحادیه دموکرات مسیحی در مجلس ایالتی راینلاند-فالتس بر عهده دارد.